# Uroleucon obscurum
Uroleucon obscurum är en insektsart som först beskrevs av Koch 1855.  Uroleucon obscurum ingår i släktet Uroleucon och familjen långrörsbladlöss. Arten är reproducerande i Sverige. Inga underarter finns listade i Catalogue of Life.